# Klavdija
Klavdija je žensko osebno ime.

## Izvor imena
Ime Klavdija izhaja iz latinskega imena Claudia, to pa je ženska oblika imena Claudius (v slovenščini Klavdij).

## Različice imena
Claudia, Claudija, Klaudia, Klaudija, Klavdia, Klavdija

## Pogostost imena
Po podatkih Statističnega urada Republike Slovenije je bilo na dan 31. decembra 2007 v Sloveniji število ženskih oseb z imenom Klavdija: 2.989. Med vsemi ženskimi imeni pa je ime Klavdija po pogostosti uporabe uvrščeno na 91. mesto.

## Osebni praznik
V koledarju je ime Klavdija zapisano: 20. marca (Klavdija, maloazijska mučenka, umrla okrog leta 300) in 7. avgusta (Klavdija, rimska spokornica in mati papeža Lina, umrla v 1. stoletju). Druge osebe s tem imenom v katoliškem kanonu:
1. Klavdija Rimska - svetnica – mati poznejšega papeža Lina, omenjena v svetem pismu [4]; goduje 7. avgusta;
2. Klavdija Amiška - svetnica in mučenka – ena izmed sedmerih mučenk pod rimskim cesarjem Maksimijanom v mestu Amiso v Mali Aziji; goduje 20. marca. [5]
3. Klavdija Ancirska (†304) redovnica in mučenka pod Dioklecijanom v Anciri, Kapadocija (Mala Azija); goduje 18. maja;
4. Gladis (†6. stoletje) puščavnica in svetnica iz Walesa; god 29. marca. [6][7]
5. Klavdija Etiopska - svetnica in mučenka; god 2. januarja;
6. Klavdija Weinhardt (†1643) - blažena in redovnica (uboge sestre sv. Klare);